# Gefängnis Glavnjača

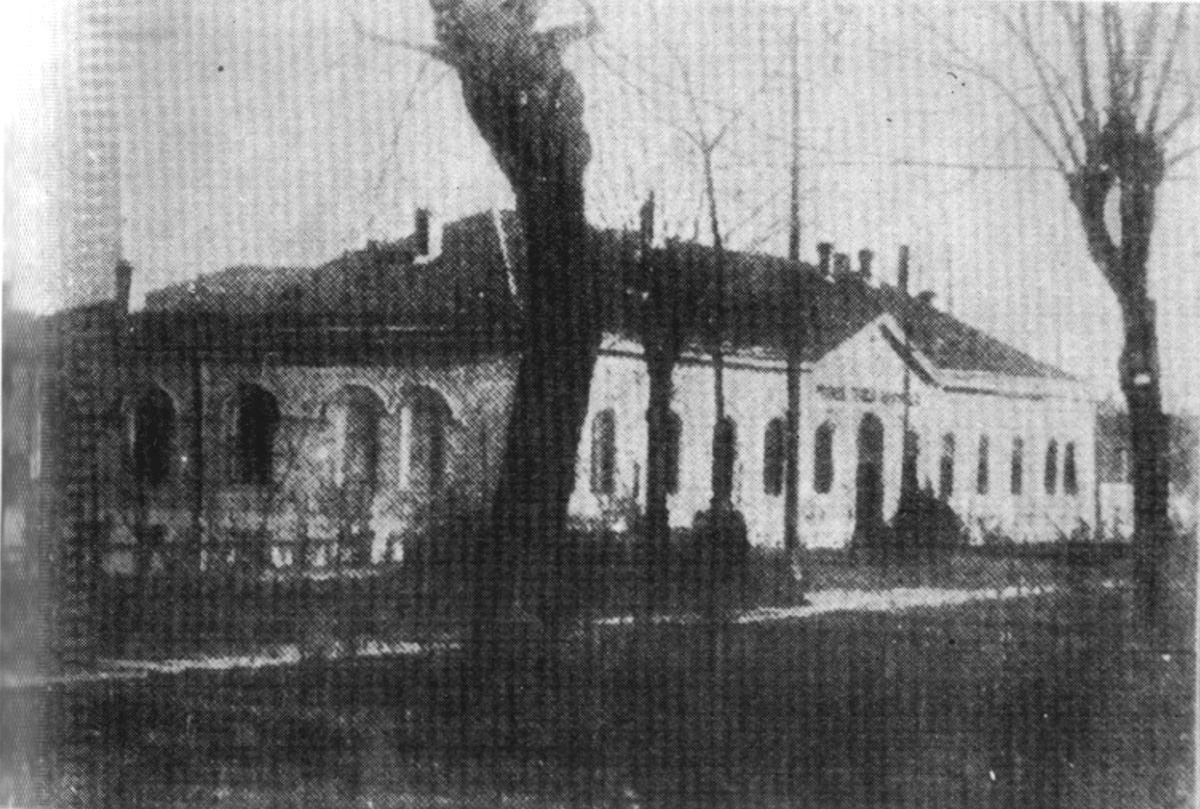
Das Gefängnis Glavnjača in den 1930er-Jahren

Glavnjača war der Name eines Gefängnisses für politische Gefangene in Belgrad. Es wurde in der zweiten Hälfte des 19. Jahrhunderts errichtet und um 1953/1954 aufgelöst.
Glavnjača war berüchtigt für Folter und Vernichtung von Regimegegnern des Fürstentums- bzw. Königreichs Serbien, des Königreichs Jugoslawien, Militärverwaltungsgebiets Serbien und des kommunistischen Jugoslawien.
Auf dem Standort des Gefängnisses Glavnjača befindet sich heute die Mathematische Fakultät (Studentski trg 16).
Im Jahr 1953 wurde der Bericht eines Gefangenen veröffentlicht, der zur Zeit des kommunistischen Jugoslawiens dort inhaftiert war:

„Das Gefängnis der Zentralmiliz von Belgrad befindet sich im Keller des Hauses Boleslaw-Bierut-Straße Nr. 21. Früher diente dieses Haus als Lagerraum für Holz und Kohlen. Dies spricht ausreichend für den Zustand des Gebäudes. Der Verhaftete wird zuerst in die Kanzlei geführt, die sich auf dem Hof des Gebäudes befindet. In seiner rechten Ecke steht ein niedriges Backsteinhäuschen, links ein Gebäude mit kleinen Türen, die Kanzlei und der Wachposten. Dann kommen noch einige Gebäude und hinter diesen der Hof mit dem berüchtigten Gefängnis Glavnjaća [sic!].
Ein Teil der Insassen in diesem Gefängnis sind politische Gefangene, die bereits verhört wurden und ihr Urteil erwarten, die übrigen sind kriminelle Verbrecher, die einer anderen Verwaltung unterliegen.
Die Gefängniszellen liegen in zwei Reihen. Ein enger Korridor trennt sie, in dessen Mitte der diensthabende Aufseher sitzt. Acht Zellen sind vorhanden. Die besten sind diejenigen, die zum Hofe hinaus liegen, denn diese erhalten durch ein kleines Fenster von einem halben Quadratmeter Größe noch ein wenig frische Luft. In die übrigen Zellen strömt die Luft vom Korridor und von den Klosetts. Die Zellen sind 24 Quadratmeter groß und etwas über 2 Meter hoch. In jeder Zelle sind vierzig bis fünfundvierzig Gefangene zusammengepfercht, Möbel sind überhaupt nicht vorhanden. Der Boden ist zementiert. In manchen Zellen gibt es Holzdielen, was als großer Vorzug betrachtet wird. In der Zelle gibt es nur eine einzige Lampe. Sie leuchtet so, daß es fast dunkel ist.
[...]
Für solche die sich widersetzen, gibt es eine spezielle Einzelzelle. Sie ist ohne Fenster und Licht und so groß, daß ein Mensch darin liegen oder stehen kann. Dem Gefangenen werden die Hände auf den Rücken gebunden, und er wird ohne Unterbrechung geschlagen. Ich habe einen Menschen gesehen, der über drei Monate in der Einzelzelle war. Er war ganz blau und aufgeschwollen, die Hände waren steif, die Finger konnte er nicht bewegen.
[...] Die schrecklichsten Zellen sind die Tschutschawaz. Eine dieser Zellen befindet sich beim diensthabenden Aufseher, die zweite bei den Klosetts und die dritte am Ende des Korridors. Tschutschawaz ist ein enger Holzkasten von 1,20 bis 1,30 m Höhe. [...] In diesem Kasten kann der Mensch weder stehen, noch sitzen, noch liegen. Er muß hocken, indem er sich mit Kopf und Knien an die vordere Wand des Kastens und mit dem Rücken an die hintere Wand desselben anlehnt. Rankovićs Gestapobanditen sperren Männer und Frauen in solche Kisten ein. [...] Ich habe einen Genossen gesehen, der nur 7 Tage aushielt. [...] Als er aus dem Kasten kam, konnte er sich nicht bewegen, Arme und Beine waren schrecklich angeschwollen, und er war vollkommen formlos. Drei Tage lang lag er wie eine Leiche, und nur ab und zu knirschte er mit den Zähnen.
Die Zahl derjenigen, die von der Glavnjaća in ein anderes Gefängnis kommen, ist sehr klein, denn nur wenige Glückliche kommen vor Gericht.“

## Bekannte Gefangene
- Andrija Hebrang (1899–1949), jugoslawischer Politiker (inhaftiert 1929 und 1948–1949, dort ermordet)
- Vladko Maček (1879–1964), kroatischer Bauernführer und Politiker (inhaftiert 1933)
- Aleksandar Ranković (1909–1983), jugoslawischer Funktionär der Kommunistischen Partei und Geheimdienstchef
- Žarko Zrenjanin (1902–1942), jugoslawischer Partisan und Funktionär der Kommunistischen Partei (inhaftiert 1940)